# Raymond E. Brown
Raymond Edward Brown (ur. 22 maja 1928 w Nowym Jorku; zm. 8 sierpnia 1998 w Menlo Park, California) – amerykański ksiądz rzymskokatolicki, badacz Biblii, autor prawie 40 książek, w tym szczególnie ważnego dwutomowego komentarza do pasji Jezusa opisanej w Ewangeliach kanonicznych (The Death of the Messiah) i komentarza do opowiadań o narodzinach Jezusa z Ewangelii Mateusza i Łukasza (The Birth of the Messiah). Wieloletni wykładowca na protestanckim Union Theological Seminary w Nowym Jorku. Jeden z pierwszych rzymskokatolickich badaczy, który zastosował metodę historyczno-krytyczną.

## Publikacje
- Razem z Johnem P. Meierem: Antioch and Rome. New Testament Cradles of Catholic Christianity. Nowy Jork – Ramsey: Paulist Press, 1983. Brak numerów stron w książce